# Yaasmeen Bedart-Ghani
Yaasmeen Bedart-Ghani, född 8 november 1996 i Los Angeles, är en amerikansk professionell damvolleybollspelare. Hon har varit proffs i Filippinerna, Kroatien, Italien, Grekland, Sydkorea och Turkiet samt studerat vid University of Texas och spelat med deras lag Texas Longhorns.